# Sexmuseum
El Sexmuseum es un museo ubicado en el número 18 de la avenida Damrak en Ámsterdam dedicado a la historia de la pornografía y el erotismo. El museo exhibe una colección de objetos eróticos históricos, como esculturas, pinturas, grabados y fotos. Además, hay algunos dioramas, incluido el Barrio Rojo de Ámsterdam y la escena del vestido blanco de Marilyn Monroe. 

## Historia
El museo fue fundado en 1985 por Monique van Marle en el edificio que solía ser el salón de máquinas tragamonedas de un miembro de la familia. Debido a un incidente violento, la familia cerró el negocio. La hija de Marle trabajaba para una agencia de viajes en ese momento y se sorprendió de que no hubiera un museo para los aspectos históricos y artísticos del erotismo. Comenzó con una pequeña colección de objetos eróticos del siglo XIX, que compró en una subasta en París y que mostró en algunas vitrinas. El número de visitantes no fue decepcionante y se decidió ampliar la colección. Con los años, ésta creció y el museo se amplió a los pisos superiores y los edificios subyacentes. 

## Edificio
El museo está ubicado en un edificio del siglo XVII que está conectado a dos casas traseras con una escalera abierta. Repartidas en tres pisos, el museo tiene seis salas con una exposición permanente. En 2015, las columnas romanas en la entrada de la fachada fueron reemplazadas por una fachada de madera. Hasta 2018, había anuncios en las ventanas de la fachada en forma de reproducción de la obra de arte Las cuatro estaciones de Alfons Mucha. Estos fueron eliminados por orden del municipio y las ventanas se hicieron transparentes. El edificio albergaba el Hotel Centraal en 1935.

## Visitantes
El museo tuvo 680 000 visitantes en 2017, lo que lo convierte en uno de los cinco museos más visitados de los Países Bajos. Los visitantes tienen en promedio entre 25 y 30 años, 90% extranjeros, en su mayoría mujeres.